# Superliga masculina de voleibol de Rusia
La Superliga masculina de voleibol de Rusia es la máxima división del Campeonato ruso de voleibol masculino organizada por la Federación Rusa de voleibol.

## Historia
El primer campeonato de voleibol de Rusia se disputó en 1992 en lugar del desaparecido Campeonato de voleibol de la Unión Soviética e fue ganado por el VKA Leningrado. Desde la temporada 2003-04 el campeón se decide en los playoff, después de la temporada regular en la cual los equipos son divididos en dos grupos.

### Campeones por temporada
| Temporada | Campeón             | Finalista                 | Tercero             |
| --------- | ------------------- | ------------------------- | ------------------- |
| 1992      | VKA Leningrado      | MGTU Moscú                | VK Dinamo Moscú     |
| 1992-93   | VKA Leningrado      | VC CSKA Moscú             | VK Dinamo Moscú     |
| 1993-94   | VC CSKA Moscú       | Iskra Odintsovo           | VK Samotlor         |
| 1994-95   | VC CSKA Moscú       | Belogori'e Bélgorod       | VKA Leningrado      |
| 1995-96   | VC CSKA Moscú       | Belogori'e Bélgorod       | VK Samotlor         |
| 1996-97   | Belogori'e Bélgorod | Lokomotiv Izumrud         | VC CSKA Moscú       |
| 1997-98   | Belogori'e Bélgorod | Lokomotiv Izumrud         | VC CSKA Moscú       |
| 1998-99   | Lokomotiv Izumrud   | Belogori'e Bélgorod       | Iskra Odintsovo     |
| 1999-00   | Belogori'e Bélgorod | Lokomotiv Izumrud         | Iskra Odintsovo     |
| 2000-01   | MGTU Moscú          | Lokomotiv Izumrud         | Iskra Odintsovo     |
| 2001-02   | Belogori'e Bélgorod | MGTU Moscú                | VK Dinamo Moscú     |
| 2002-03   | Belogori'e Bélgorod | Iskra Odintsovo           | Lokomotiv Izumrud   |
| 2003-04   | Belogori'e Bélgorod | VK Dinamo Moscú           | VK Zenit Kazán      |
| 2004-05   | Belogori'e Bélgorod | VK Dinamo Moscú           | VK Zenit Kazán      |
| 2005-06   | VK Dinamo Moscú     | Belogori'e Bélgorod       | Iskra Odintsovo     |
| 2006-07   | VK Zenit Kazán      | VK Dinamo Moscú           | Iskra Odintsovo     |
| 2007-08   | VK Dinamo Moscú     | Iskra Odintsovo           | VK Zenit Kazán      |
| 2008-09   | VK Zenit Kazán      | Iskra Odintsovo           | Fakel Novy Urengoj  |
| 2009-10   | VK Zenit Kazán      | Belogori'e Bélgorod       | VK Dinamo Moscú     |
| 2010-11   | VK Zenit Kazán      | VK Dinamo Moscú           | Belogori'e Bélgorod |
| 2011-12   | VK Zenit Kazán      | VK Dinamo Moscú           | Iskra Odintsovo     |
| 2012-13   | Belogori'e Bélgorod | VK Ural Ufa               | VK Zenit Kazán      |
| 2013-14   | VK Zenit Kazán      | VKL Novosibirsk           | Belogori'e Bélgorod |
| 2014-15   | VK Zenit Kazán      | Belogori'e Bélgorod       | VK Dinamo Moscú     |
| 2015-16   | VK Zenit Kazán      | VK Dinamo Moscú           | Belogori'e Bélgorod |
| 2016-17   | VK Zenit Kazán      | VK Dinamo Moscú           | VKL Novosibirsk     |
| 2017-18   | VK Zenit Kazán      | VC Zenit Saint Petersburg | VK Dinamo Moscú     |
| 2018-19   | VC Kuzbass Kemerovo | VK Zenit Kazán            | Fakel Novy Urengoj  |

### Títulos por club
| Títulos | Club                | Temporadas                                                                               |
| ------- | ------------------- | ---------------------------------------------------------------------------------------- |
| 10      | VK Zenit Kazán      | 2006-07, 2008-09, 2009-10, 2010-11, 2011-12, 2013-14, 2014-15, 2015-16, 2016-17, 2017-18 |
| 8       | Belogori'e Bélgorod | 1996-97, 1997-98, 1999-00, 2001-02, 2002-03, 2003-04, 2004-05, 2012-13                   |
| 3       | VC CSKA Moscú       | 1993-94, 1994-95, 1995-96                                                                |
| 2       | VKA Leningrado      | 1992, 1992-93                                                                            |
| 2       | VK Dinamo Moscú     | 2005-06, 2007-08                                                                         |
| 1       | Lokomotiv Izumrud   | 1998-99                                                                                  |
| 1       | MGTU Moscú          | 2000-01                                                                                  |
| 1       | VC Kuzbass Kemerovo | 2018-19                                                                                  |